# 늑대기사 실반
늑대기사 실반은 도콘 필름에서 제작한 TV 애니메이션 시리즈이다. 
이 작품은 주인공 실반과 중세 시대의 영웅적인 판타지 모험에 중점을 둔다. 실반은 찰스 왕의 검객 영웅으로 악당 세력에서 왕국을 방어하고 보호한다. 
대한민국에서는 1996년 4월 9일부터 1996년 5월 27일까지 SBS에서 방영되었다.

## 등장인물
- 실반
- 에빌라
- 찰스 왕
- 멧돼지
- 데스 워리어
- 디아나 공주
- 린메르
- 카운트 그레도
- 피델
- 프리오르

## 같이 보기
- 젤다의 전설
- 로빈 후드 (1973년 영화)